# Benjamin Heyne
Benjamin Heyne (* 1. Januar 1770 in Döbra,  Kurfürstentum Sachsen; † 6. Februar 1819 in Vappera, Madras, Britisch-Indien) war ein deutscher Missionar, Botaniker und Naturforscher, der als Erster den Crassulaceen-Säurestoffwechsel beobachtete. Sein offizielles botanisches Autorenkürzel lautet „B.Heyne“.

## Leben
Benjamin Heyne erhielt seine Ausbildung in Dresden. Als Missionar der Herrnhuter Brüdergemeine kam er Ende 1791 in der dänischen Siedlung Tranquebar an. 1793 leitete Heyne die Plantagen der Britischen Ostindien-Kompanie bei Samalkot. 1799 begleitet er Colin Mackenzie (1754–1821) als Botaniker bei der Erkundung des Gebietes von Mysore. Von 1802 bis 1808 leitete er den Botanischen Garten Lal Bagh in Bangalore. 1806 war er Arzt in Cuddapah. Während seines kurzen Aufenthaltes in England wurde er 1813 in die Linnean Society of London aufgenommen.

## Wirken
In einem an den Vizepräsidenten der Linnean Society of London Aylmer Bourke Lambert gerichteten Brief, der am 20. April 1813 verlesen wurde, beschrieb Heyne seine an der Goethe-Pflanze gemachten Beobachtungen: „Die Blätter von Cotyledon calycina, […] sind am Morgen so sauer wie Sauerampfer, wenn nicht sogar saurer. Wenn der Tag fortschreitet, verlieren sie ihren Säuregehalt und sind gegen Mittag geschmacklos.“ Es handelt sich hierbei um die erste Beschreibung der beim Crassulaceen-Säurestoffwechsel auftretenden Phänomene.
In Ostindien sammelte Heyne zahlreiche Pflanzen. Einige davon wurden später von Albrecht Wilhelm Roth in Novae Plantarum Species praesertim Indiae Orientalis (1821) beschrieben. Er beauftragt Einheimische mit dem Anfertigen von Pflanzenzeichnungen, die heute in Kew und der British Library aufbewahrt werden.

## Dedikationsnamen
William Roxburgh benannte ihm zu Ehren die Gattung Heynea der Pflanzenfamilie der Mahagonigewächse (Meliaceae). Ebenfalls nach ihm wurde die Euphorbienart Jatropha heynei benannt.

## Werke
- On the Deoxidation of the Leaves of Cotyledon calycina. In: Transactions of the Linnean Society of London. Band 11, Nr. 2, S. 213–215, doi:10.1111/j.1096-3642.1813.tb00051.x, Online.
- Tracts, historical and statistical, on India: with journals of several tours trough various parts of the peninsula; also an account of Sumatra, in a series of letters; illustr. by maps and other plates. Baldwin and Black, Parry, London 1814.

## Nachweise